# Cornelis van Soutelande (1593-1670)

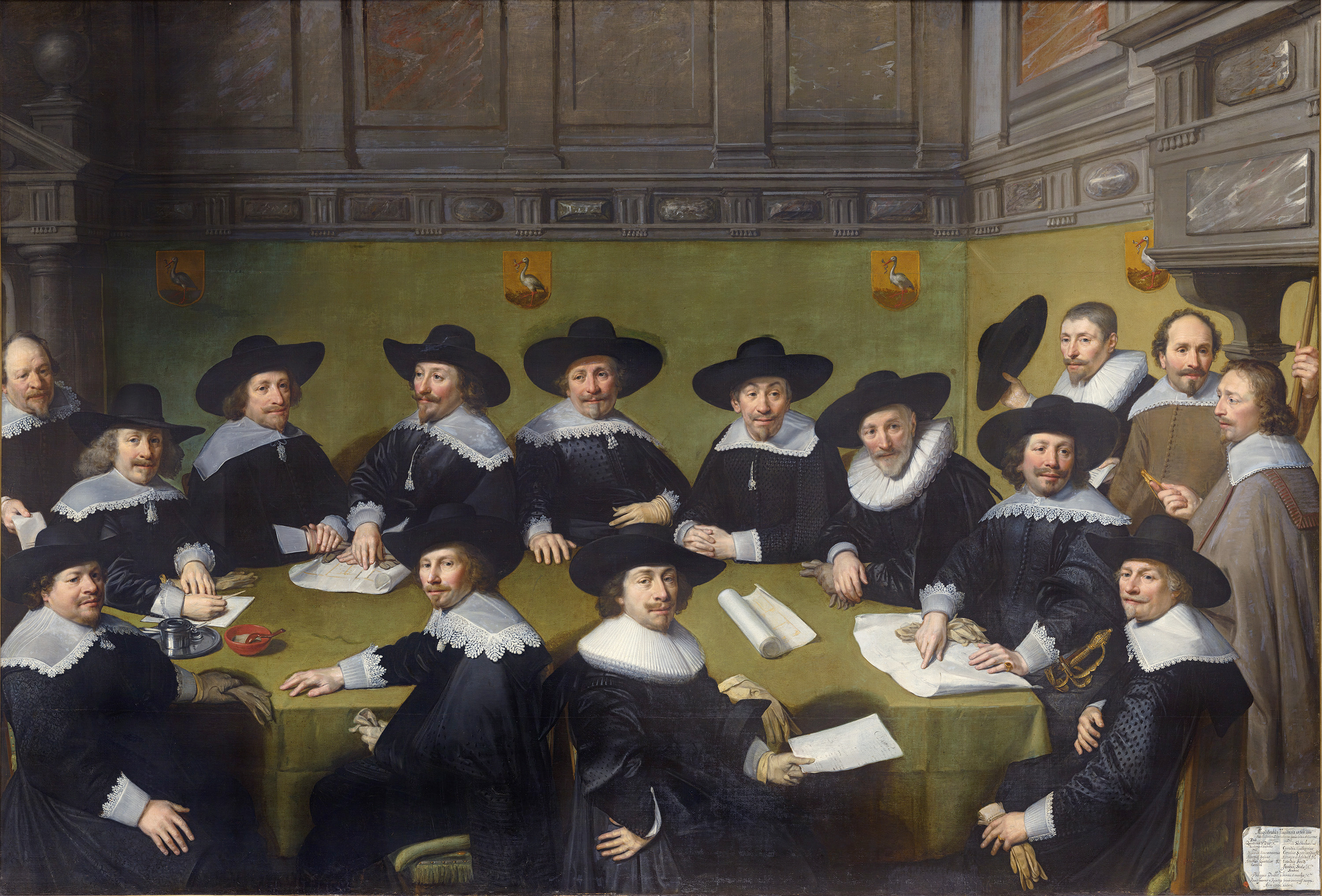
De Haagse magistraat in 1636, in vergadering over de herbouw van de Sebastiaansdoelen, door Jan Antonisz. van Ravesteyn. Cornelis van Souteande zit achter de tafel, 6e van links

Cornelis van Soutelande (ca. 1593 - begraven te Den Haag, 6 december 1670) was een Haags magistraat en advocaat voor het Hof van Holland.
Hij was een zoon van Johan van Soutelande, procureur te Den Haag, en Cunera Hanneman Dirksdr. In 1615 ging hij in Leiden studeren. In 1626 trouwde hij met Maria van Duynen.
Cornelis van Soutelande was rentmeester van het Heilige Geesthofje te Den Haag van 1631 tot 1670, schepen van Den Haag van 1631 tot 1638, lid van de vroedschap aldaar van 1638 tot 1655, regent van het Sacraments-Gildehuis van 1641 tot 1657, pensionaris van 1643 tot 1670, gecommitteerde ter Sociëteit 1653, en rentmeester van het Pest en Dolhuis in 1653. 
Hij werd 6 december 1670 begraven in de Grote Kerk te Den Haag. Hij liet een vermogen van 38.000 gulden na.